# Босния и Герцеговина на летних Олимпийских играх 2000
Босния и Герцеговина принимала участие в Летних Олимпийских играх 2000 года в Сиднее (Австралия) в третий раз за свою историю, но не завоевала ни одной медали. Сборная страны состояла из 9 спортсменов(7 мужчин, 2 женщины), которые выступили в соревнованиях по лёгкой атлетике, дзюдо, стрельбе и плаванию.

## Состав олимпийской сборной Боснии и Герцеговины

### Дзюдо
Спортсменов — 1
Соревнования по дзюдо проводились по системе на выбывание. В утешительные раунды попадали спортсмены, проигравшие полуфиналистам турнира. Два спортсмена, одержавших победу в утешительном раунде, в поединке за бронзу сражались с проигравшими в полуфинале.
Женщины
| Спортсмен  | Категория | 1/16                                 | 1/8                | Четвертьфиналы     | Полуфиналы         | Первый доп. раунд  | Утешительный четвертьфинал | Утешительный полуфинал | За 3 место Финал   | Место |
| Спортсмен  | Категория | Соперник Результат                   | Соперник Результат | Соперник Результат | Соперник Результат | Соперник Результат | Соперник Результат         | Соперник Результат     | Соперник Результат | Место |
| ---------- | --------- | ------------------------------------ | ------------------ | ------------------ | ------------------ | ------------------ | -------------------------- | ---------------------- | ------------------ | ----- |
| Арияна Яха | до 52 кг  | Лурембам Деви (IND) пор. 0001 — 1020 | Не прошла          | Не прошла          | Не прошла          | Не прошла          | Не прошла                  | Не прошла              | Не прошла          | 18    |

### Стрельба
Всего спортсменов — 1
После квалификации лучшие спортсмены по очкам проходили в финал, где продолжали с очками, набранными в квалификации. В некоторых дисциплинах квалификация не проводилась. Там спортсмены выявляли сильнейшего в один раунд.
Мужчины
| Спортсмен       | Соревнование | Квалификация | Место | Финал     | Место     | Всего | Место |
| --------------- | ------------ | ------------ | ----- | --------- | --------- | ----- | ----- |
| Зоран Новакович | Трап         | 109          | 23    | Не прошёл | Не прошёл | 109   | 23    |